# Lappajärvi
Lappajärvi is een gemeente met een gelijknamig meer in de Finse provincie West-Finland en in de Finse regio Zuid-Österbotten. De gemeente heeft een landoppervlakte van 420,89 km² en telt 2.820 inwoners (2022).
Lange tijd werd het meer beschouwd als de krater van een oude vulkaan, maar docent Martti Lehtinen getuigde in 1976 met zijn proefschrift dat het werd geboren onder invloed van een enorme meteorietinslag. Een botsing met hoge snelheid met een object met een diameter van 1,5 kilometer creëerde een krater (landschapsvorm) tussen de 22 en 23 kilometer groot.